# Ortalis canicollis
Ortalis canicollis là một loài chim trong họ Cracidae.